# 五味武
五味 武（ごみ たけし、本名：五十嵐武、1926年2月10日 - 2008年11月21日）は福島県出身のジャーナリスト、特殊株主、実業家、映画製作者。株式会社国会タイムズ会長、NGOグローバルレインボーシップ（GRS）理事長、株式会社GMプロモーション会長。JLNAブロンズ賞審査委員長。

## 略歴
喜多方市の映画館経営者の家庭に生まれる。喜多方商業学校を経て、1944年、日本大学拓殖科入学。
学徒出陣から復員後、映画監督を志して日本大学芸術学部に転じ、猪俣勝人の新人シナリオ作家協会に加盟し、江見徹、滝たけし、五味武などの筆名でシナリオを執筆。
22歳のとき、窃盗・暴行・公文書偽造・同行使詐欺未遂・銃砲刀所持禁止令違反・進駐軍の財物の不法所持の罪で3年6ヶ月の実刑判決を受け、宮城刑務所で服役。
出所後に劇場プログラムの広告取り、映画業界紙の記者、ローカル紙の発行人、地方議員の秘書役などを経て、1969年6月、株式会社国会タイムズ社を設立。
1974年、参議院選挙東京地方区に立候補するも落選。この間、1963年に母子父子家庭慰問の福祉団体「東京都を明るくしよう会」を組織。
1978年頃から難民救済を志し、定住難民センターの慰問、難民チャリティプログラムの開催、国連難民高等弁務官駐日代表部への義援金や物資の寄付などを行っていた。
2002年10月15日、日本地方新聞協会の全国大会で同協会会長の辞任を要求するビラを配布した他、テーブルを叩くなどの行為により大会の進行を妨害して告訴され、2003年5月31日、威力業務妨害容疑で逮捕される。アフリカで骨を埋めると生前葬を企画し国会議員はじめ多数の関係者より寄付を募る。が、アフリカには渡らない。国会議員は悪くかかれるのが嫌で、仕方なく寄付をしていた。

2008年、心不全で死去。

## 製作映画
- 『蒋総統葬儀と訪台議員団の記録』
- 『アジアの焦点38度線の真実』
- 『オジロの海』
- 『斬・ZAN』

## 著書
- 『笹川良一と船舶振興会』
- 『地獄からの告発』
- 『中央競馬会の黒いはらわた』
- 『勲一等の仮面を剥ぐ』
- 『天下ゴメン』
- 『ブラックの帝王犯科帳』
- 『これが日本の株主総会だ』
- 『修羅のペン』
- 『修羅のペン2』